# Chin-Chao Lin
Chin-Chao Lin (* 1987 in Taitung) ist ein taiwanischer Dirigent.

## Leben und berufliche Tätigkeit
Chin-Chao Lin studierte zunächst das Fach Orchesterdirigieren bei Martin Sieghart an der Kunstuniversität Graz, später bei Johannes Schlaefli an der Zürcher Hochschule der Künste. Er besuchte Meisterkurse bei Marc Albrecht, Pierre Boulez, Peter Eötvös, Bernard Haitink, Kurt Masur und David Zinman. Im Jahr 2013 wurde er als Stipendiat für das Dirigentenforum beim Deutschen Musikrat und besuchte Meisterkurse bei  Kristjan Järvi, Johannes Kalitzke, Markus Poschner, Roland Seiffarth und Mark Stringer. Anschließend war er Assistent bei Daniel Raiskin als „Conductor-in-Progress“ beim Staatsorchester Rheinische Philharmonie in Koblenz.
Lin assistierte bei bekannten Dirigenten und Orchestern, wie bei David Zinman mit dem Tonhalle-Orchester Zürich, bei Günther Herbig mit dem National Symphony Orchestra Taiwan, bei Peter Eötvös mit dem Lucerne Festival Academy Orchestra und bei Lothar Zagrosek mit der Jungen Deutschen Philharmonie und war als Korrepetitor  bei zahlreichen klassischen und modernen Opernproduktionen tätig. Als Cembalist war er am Concertgebouw in Amsterdam zu hören.
Chin-Chao Lin arbeitete bereits als Dirigent mit zahlreichen bekannten Orchestern zusammen, wie das Niedersächsische Staatsorchester Hannover, hr-sinfonieorchester und das Lucerne Festival Academy Orchestra. Mit letzterem Ensemble gastierte er 2014 in Zürich, London, New York und Peking.
In der Spielzeit 2016/2017 war er am Meininger Staatstheater als 1. Kapellmeister und Stellvertreter des GMD tätig. Im Mai 2018 wurde er als neuer Generalmusikdirektor an das Theater Regensburg berufen und war damit der Nachfolger von Tetsurō Ban. Er beendete seine Tätigkeit dort zum Ende des Theaterjahres 2021/2022. In der Spielzeit 2023/2024 war Chin-Chao Lin 1. Kapellmeister und stellvertretender Generalmusikdirektor am Staatstheater Meiningen und ist seit 2024/2025 in gleicher Position am Staatstheater Wiesbaden. Ab der Spielzeit 2025/2026 wird er Chefdirigent des Kärntner Sinfonieorchesters.

## Auszeichnungen
- 2011: zweiter Preis beim ersten Nationalen Symphonieorchester-Wettbewerb in Taiwan
- 2011: dritter Preis beim fünften Internationalen Witold-Lutosławski-Wettbewerb für junge Dirigenten in Polen
- 2014: LVZ-Publikumspreis bei dem Deutschen Operettenpreis in der Musikalischen Komödie, Leipzig.